# Rückenprotektor

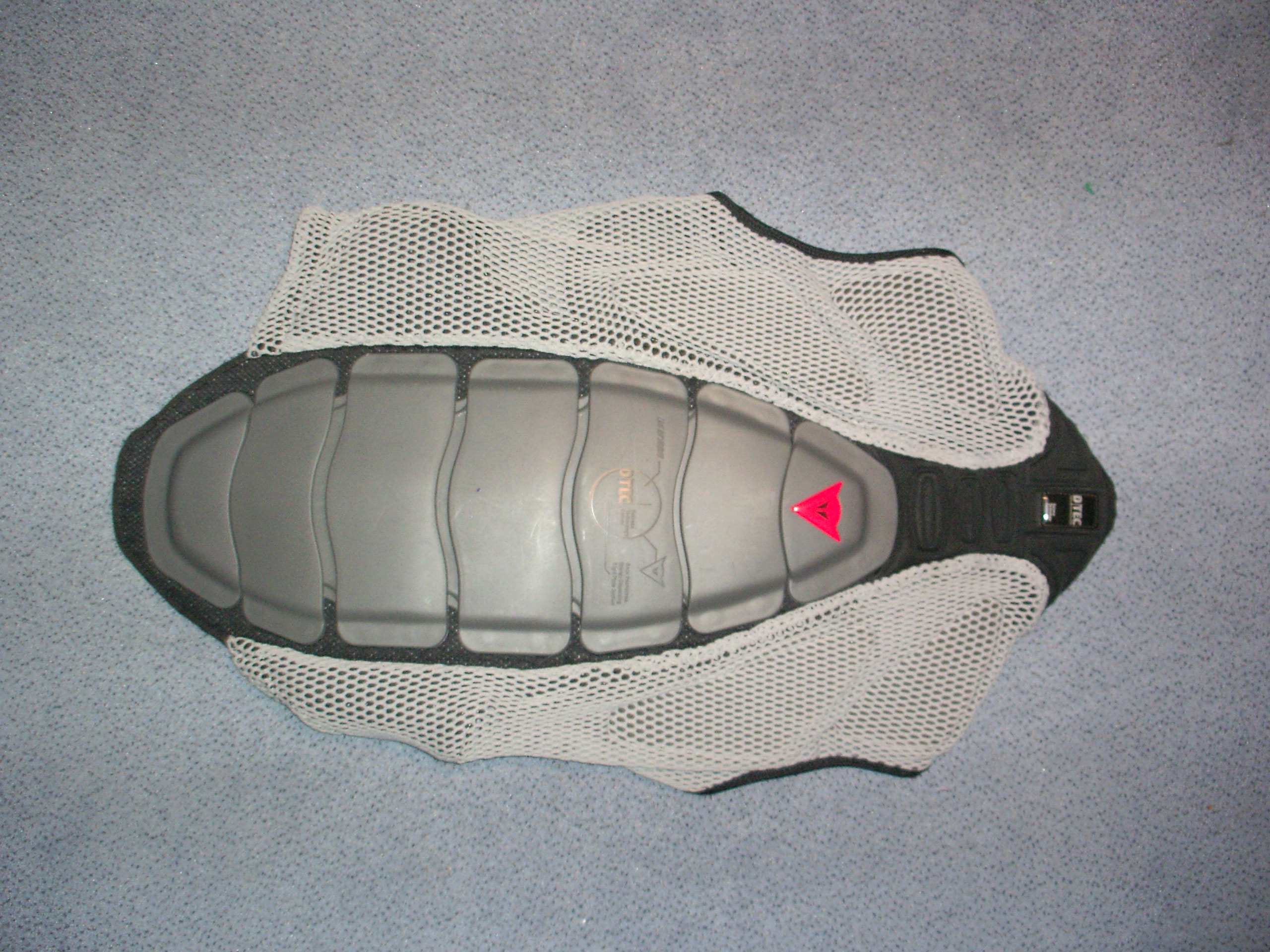
Rückenprotektor für Snowboarder

Der Rückenprotektor dient der passiven Sicherheit insbesondere der Wirbelsäule, unter anderem beim Motorradfahren, Snowboarden, Inline-Skating, Vielseitigkeitsreiten und wird über oder unter der Kleidung getragen.
Durch gepolstert gelagerte, oft sich schuppig überlappende Einzelelemente aus Kunststoff oder Leder längs der Wirbelsäule soll das Verletzungsrisiko verringert werden.

## Prüfnormen
Im Motorradbereich dürfen nur solche Schutzelemente als Rückenprotektor bezeichnet werden, die nach der CE EN 1621-2 zertifiziert sind. Diese europäische Prüfnorm unterscheidet sich in mehreren Punkten von der CE EN 1621-1, die für Gelenkprotektoren gilt. Beispielsweise wird zur Überprüfung der Restkraftwerte auf dem Prüfstand ein anders geformtes Fallgewicht (walzenförmig statt flach) sowie ein flacher statt halbkugelförmiger Amboss verwendet. Außerdem liegen die von der Norm zulässigen Restkraftwerte weit niedriger als bei Gelenkprotektoren. Getestet wird, indem ein 5 kg schwerer Stempel aus 1 m auf den Protektor fallen gelassen wird (Spitzenschlagkraft ca. 150–180 kN). Während die durchschnittliche Restkraft bei Gelenkprotektoren maximal 35 kN betragen darf, liegt die Höchstgrenze bei Rückenprotektoren je nach Level bei 18 kN (Level 1) beziehungsweise 9 kN (Level 2). Rückenprotektoren müssen also ein weit besseres Dämpfungsvermögen aufweisen als Protektoren für den Gelenkbereich. Allerdings vertreibt der Handel nicht zertifizierte Weichschaum-Schutzelemente (häufig als Serienausstattung in preisgünstigen Jacken) für den Rücken, deren Schutzwirkung nicht zertifiziert ist.

## Motorrad
In qualitativ hochwertiger Motorrad-Bekleidung gehören CE-geprüfte Rückenprotektoren bereits zur Serienausstattung. Bei preisgünstigeren Modellen stecken in den Protektorentaschen häufig nur minderwertige Weichschäume, die sich zwar angenehm tragen, jedoch bei Stürzen keinen sicheren Schutz bieten. Am besten ersetzen Jackenbesitzer diese Weichschaummatten durch einen geprüften Rückenprotektor aus dem Zubehörhandel. Beim Kauf sollte unbedingt auf eine große Abdeckungsfläche geachtet werden. Idealerweise reicht diese von den Nacken- bis zu den Lendenwirbeln. Als besonders wirkungsvoll – was die Stoßdämpfung anbelangt – haben sich viskoelastische Schäume erwiesen. Da diese Schäume temperaturabhängig sind, empfiehlt es sich, zur Anprobe etwas Zeit mitzubringen. Denn erst nach einigen Minuten am Körper erreichen sie ihre Arbeitstemperatur und entwickeln ihren ganzen Tragekomfort. Als gute Alternative zu integrierten Rückenprotektoren – insbesondere wenn die Bekleidung keine eingearbeiteten Protektorentaschen besitzt – bieten sich separat zu tragende Rückenprotektoren aus dem Zubehör an. Diese stehen wahlweise mit Trägern und Bauchgurten, als Weste oder komplette Protektorenjacke (dann zusätzlich mit Schulter- und Ellbogenprotektoren) zur Wahl.

## Ski, Snowboard und Fahrrad
Für Ski-, Snowboard- und Radfahrer gibt es auch Rucksäcke mit eingearbeiteten Protektoren.

## Gleitschirmfliegen
Beim Gleitschirmfliegen sind im Gurtzeug Rückenprotektoren integriert, die einen Aufprall im Rücken- oder Gesäßbereich dämpfen sollen. Man unterscheidet zwischen Protektoren aus Schaumstoff und Airbags, die durch den Fahrtwind aufgeblasen werden. Solche Protektoren sind in Deutschland und Österreich Vorschrift und müssen mustergeprüft sein. Zusätzliche in der Kleidung integrierte Protektoren werden im Gegensatz zu anderen Sportarten nicht getragen.